# Кармента

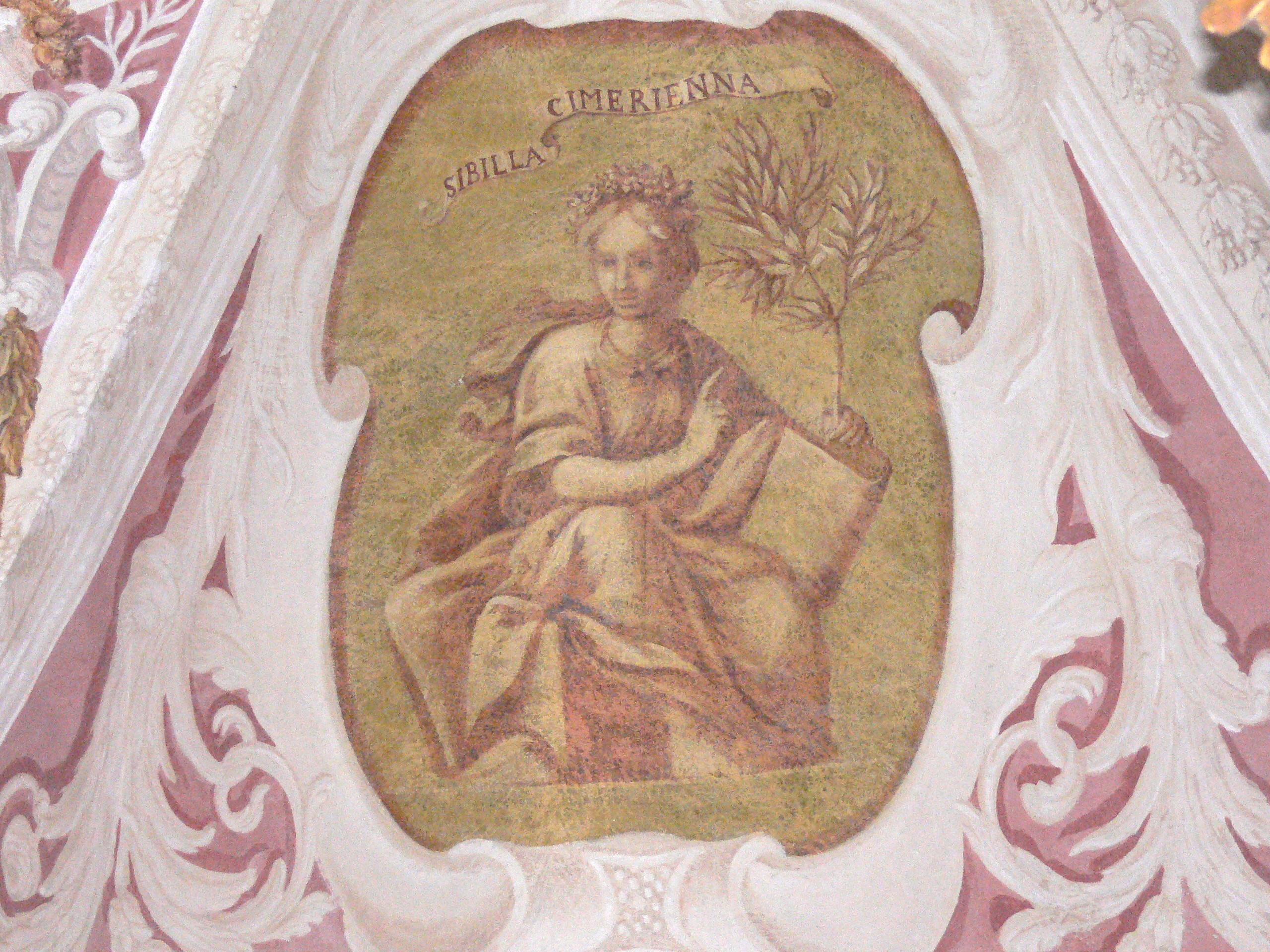
Киммерийская сивилла

Кармента — римская богиня, имя которой, происходящее от слова carmen, указывает на то, что она считалась богиней-прорицательницей. Включается в число сивилл под именем Киммерийской.
У подошвы Капитолия ей был воздвигнут храм, а между 11-15 января (12 и 15 января) проходил в её честь праздник (Carmentalia), в котором главным образом участвовали женщины. Этот праздник касался не только самой Карменты, но также и её спутниц, Антеворты и Постворты, из которых первая вещала будущее, а вторая — прошедшее. Впрочем, быть может, эти имена — простые синонимы самой Карменты, указывающие на её дар предвидения.
По римской мифологии, она была нимфой, матерью Евандра  и женой Фавна. Предсказала своему сыну переселение в Италию . Ей с сыном также приписывали создание латинского алфавита на основе греческого. Согласно Плутарху, её настоящее имя Фемида или Никострата .